# سیارک ۲۲۹۷۳۷
سیارک ۲۲۹۷۳۷ (به انگلیسی: 229737 Porthos، نامگذاری:2007HO4)۲۲۹۷۳۷مین سیارک کشف شده‌است که در ۱۹ آوریل ۲۰۰۷ کشف شد.